# Orsogna
Orsogna – miejscowość i gmina we Włoszech, w regionie Abruzja, w prowincji Chieti.
Według danych na rok 2004 gminę zamieszkiwało 4013 osób, 160,5 os./km².